# نرون کلادیوس دروسوس
نرو کلودیوس دروسوس (انگلیسی: Nero Claudius Drusus؛ ۱۴ ژانویه ۳۸ پیش از میلاد – تابستان ۹ پیش از میلاد (سن ۲۹)) سیاستمدار و پرسنل نظامی اهل روم باستان بود.
آخرین جلد از کتابِ ۱۴۲ جلدیِ از پیدایش روم با شرح مرگ او به پایان می‌رسد.